# Regionaal Landschap Zuid-Hageland

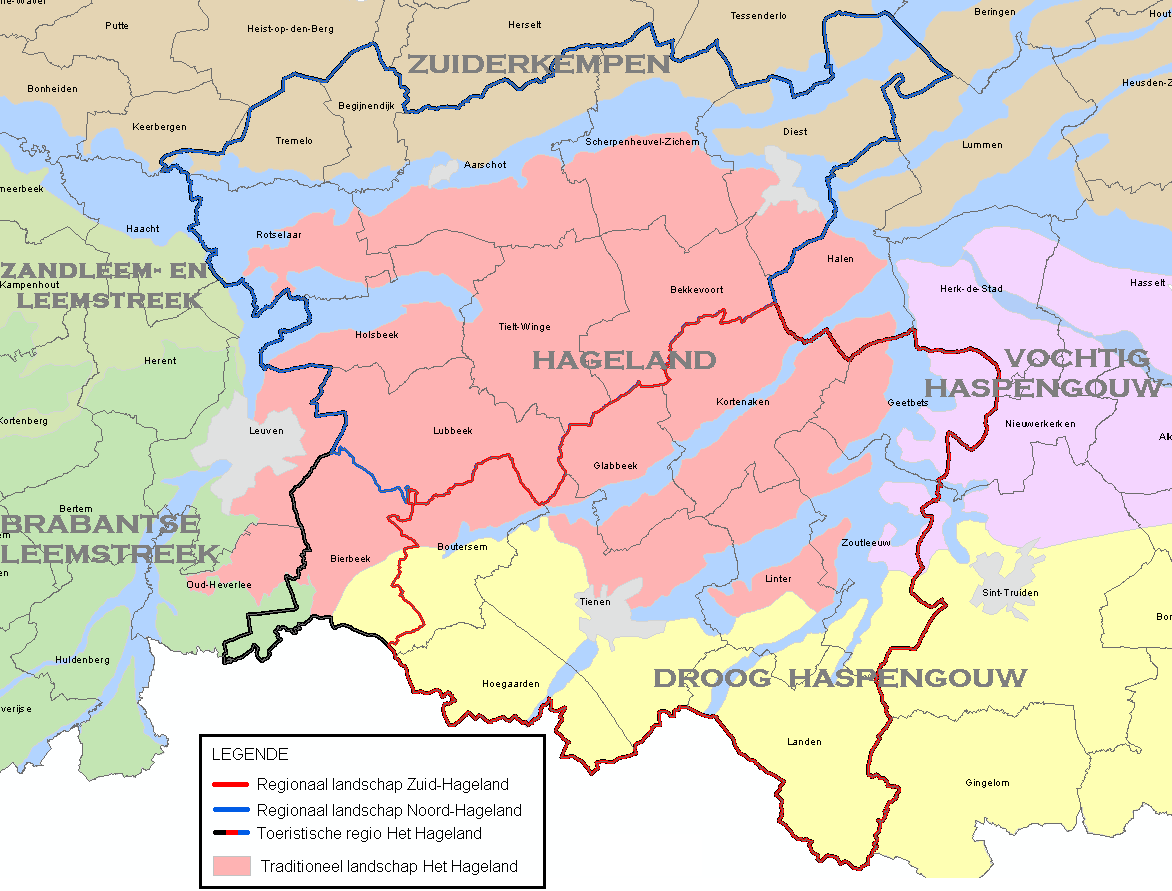
(rood omlijnd) Regionaal Landschap "Zuid-Hageland"; (roos ingekleurd) feitelijk landschap van het Hageland

Regionaal Landschap Zuid-Hageland is een Regionaal Landschap in het zuidoosten van de provincie Vlaams-Brabant, dat 9 gemeentes omvat. Het gebied komt overeen met de zuidelijke helft van de toeristische regio Hageland.

## Doelstellingen, ontstaan, werkingsgebied en organisatie
De belangrijkste doelstellingen van dit regionaal landschap zijn de bevordering en promotie van:
- het streekeigen karakter;
- de natuurrecreatie;
- de natuureducatie;
- het recreatief medegebruik;
- het natuurbehoud;
- het beheer, herstel, aanleg en ontwikkeling van kleine landschapselementen (KLE's);

Het Regionaal Landschap Zuid-Hageland is opgericht in 2008 en is, evenals de andere regionale landschappen een samenwerkingsverband tussen diverse belanghebbenden: de gemeentebesturen, het Vlaams-Brabantse provinciebestuur, natuurverenigingen, landbouw en wildbeheerseenheden, toerisme en recreatie.
Zuid-Hageland is een regio van 38.461 ha in het zuidoosten van de provincie Vlaams-Brabant. De regio omvat 9 gemeenten en telt ongeveer 95.000 inwoners. Het gebied strekt zich uit over volgende gemeenten:
- Boutersem
- Geetbets
- Glabbeek
- Hoegaarden
- Kortenaken
- Landen
- Linter
- Tienen
- Zoutleeuw

Regionaal Landschap Zuid-Hageland is een vereniging onder de vorm van een vzw. De zetel van de vereniging is gevestigd in de oude pastorij in Hakendover (Tienen).
Zuid-Hageland heeft een grote landschappelijke waarde, zowel visueel, historisch als ecologisch. Het wordt gekenmerkt door typische en bijzondere landschapselementen. Het is een weinig verstedelijkte regio. Vele authentieke landschapselementen die kenmerkend zijn voor traditionele landschappen zijn bewaard gebleven.
Door de organisatievorm van Regionale Landschappen komt het afgebakende gebied dikwijls niet overeen met het feitelijke landschap (dikwijls wordt het te ruim beschouwd). In het geval van Zuid-Hageland gaat dit zeker op voor Hoegaarden en Landen, twee gemeenten die landschappelijk volledig behoren tot de streek Droog Haspengouw, maar alsnog zijn opgenomen in het Regionaal Landschap "Zuid-Hageland".